# اليدا فالي
اليدا فالي (بالإيطالية: Alida Valli)‏ (و. 1921 – 2006 م) هي ممثلة، ومغنية من إيطاليا . ولدت في بولا .
توفيت في روما، عن عمر يناهز 85 عاماً.

## التعليم
تعلمت في المركز التجريبي للتصوير السينمائي ‏

## جوائز وترشيحات
حصلت على جوائز منها:
- David di Donatello Award for Lifetime Achievement  [لغات أخرى]‏ (1991)
- جائزة ستريجا (1954).

ترشحت لـ:
- جائزة غولدن غلوب لأفضل ممثلة - فيلم دراما، عن عمل:The Paper Man (1963).

## روابط خارجية
- اليدا فالي على موقع IMDb (الإنجليزية)
- اليدا فالي على موقع روتن توميتوز (الإنجليزية)
- اليدا فالي على موقع مونزينجر (الألمانية)
- اليدا فالي على موقع قاعدة بيانات الأفلام العربية
- اليدا فالي على موقع ألو سيني (الفرنسية)
- اليدا فالي على موقع ميوزك برينز (الإنجليزية)
- اليدا فالي على موقع تيرنر كلاسيك موفيز (الإنجليزية)
- اليدا فالي على موقع أول موفي (الإنجليزية)
- اليدا فالي على موقع قاعدة بيانات الأفلام السويدية (السويدية)
- اليدا فالي على موقع إن إن دي بي (الإنجليزية)